# Nazionale maschile di rugby a 15 dell'Irlanda
La nazionale di rugby a 15 irlandese (in inglese Ireland national rugby union team; in irlandese Foireann náisiúnta rugbaí na hÉireann) è la rappresentativa maschile di rugby XV dell'Isola d'Irlanda. Operante sotto la giurisdizione della Irish Rugby Football Union, essa comprende sia la Repubblica d'Irlanda propriamente detta, sia l'Irlanda del Nord (politicamente territorio del Regno Unito). Per tale ragione essa non viene identificata dalla bandiera nazionale irlandese, ma da un vessillo apposito, che consiste in un trifoglio (lo Shamrock), che simboleggia in modo generico l'Irlanda intesa come isola.
Costituitasi nel 1875, disputò il suo primo incontro internazionale a Londra contro l'Inghilterra
Fin dalla sua istituzione, l'Irlanda disputa insieme alle altre tre nazionali delle Isole Britanniche l'Home Nations Championship, che con l'aggiunta della Francia divenne poi il Torneo delle Cinque Nazioni e, dal 2000, con l'arrivo anche dell'Italia, Sei Nazioni.
L'Irlanda ha vinto tale torneo - nelle sue varie denominazioni - 23 volte (8 delle quali ex-æquo), inoltre ha conquistato in quattro occasioni il Grande Slam e in 13 edizioni la Triple Crown.
L'Irlanda compete ogni 4 anni nella Coppa del Mondo di rugby, alle cui - a tutt'oggi - dieci edizioni è sempre stata presente, raggiungendo come miglior risultato i quarti di finale in sei edizioni.
Al 10 marzo 2025 la squadra occupa la 3ª posizione del ranking World Rugby.

## Storia

### Introduzione del rugby in Irlanda

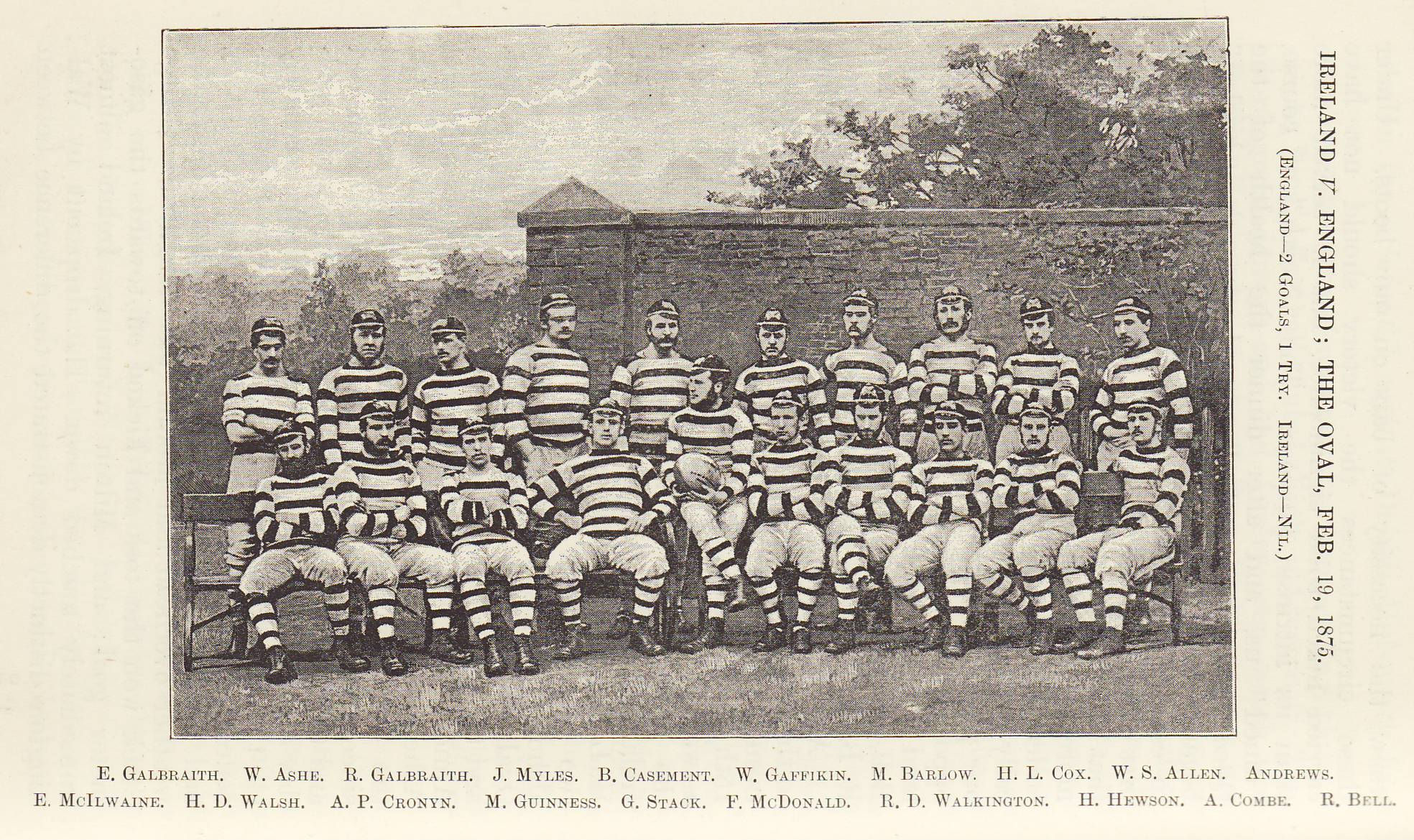
La prima formazione dell'Irlanda che affrontò l' il 15 febbraio 1875.

Si ritiene che tutto ebbe inizio dal caid, un vecchio antenato del calcio gaelico che presentava delle forti similitudini con il rugby. Questo sport veniva giocato all'interno di uno spazio definito e tra un predeterminato numero di giocatori. La Dublin University, fondata nel 1854, fu la prima squadra di rugby organizzata in Irlanda. Nel 1867, la Trinity Second XV disputò diversi incontri contro il Saint Columba's College e la Hume High Street, due scuole di Leinster, e affrontò anche la Royal School di Dungannon, una scuola del nord della nazione.
Nel 1874 nacque la Irish Football Union, ricostituitasi nella Irish Rugby Football Union dopo l'unificazione con la federazione dell'Irlanda del Nord. L'Irlanda disputò il suo primo test match il 15 febbraio 1875 perdendo 7-0 contro l'Inghilterra a Londra. Entrambe le squadre schierarono in campo 20 giocatori in questo incontro, come era consuetudine nei primi anni del rugby union.

### Primi difficili anni
L'Irlanda disputò il suo primo incontro casalingo il 13 dicembre 1875 ospitando l'Inghilterra al Leinster Cricket Club di Rathmines nella città di Dublino, con la partita che terminò 4-0 per gli inglesi. Allora lo stadio Lansdowne Road era inutilizzabile. Le due nazionali si incontrarono nuovamente due anni dopo, il 5 febbraio 1877 a Londra, e l'Inghilterra collezionò la sua terza vittoria consecutiva vincendo 8-0. Due settimane dopo l'Irlanda affrontò la Scozia a Belfast uscendo sconfitta 20-0. Il primo incontro al Lansdowne Road venne disputato l'11 marzo 1878, con l'Inghilterra che si impose 7-0 contro gli irlandesi.
Dopo un inizio difficile con dieci sconfitte in dieci partite disputate e un solo punto realizzato, il 19 febbraio 1881 l'Irlanda ottenne la sua prima vittoria sconfiggendo dentro casa la Scozia a Belfast col punteggio 3-1. L'anno successivo, il 28 febbraio 1882, ebbe luogo al Lansdowne Road il primo confronto col Galles terminato 8-0 per i gallesi. Il 6 febbraio, una settimana più tardi, l'Irlanda colse il suo primo risultato positivo contro l'Inghilterra pareggiando 2-2 in un incontro casalingo.
Nel periodo 1882-1883 l'Irlanda prese parte alla prima edizione della Home Championship, quella che sarebbe diventata l'attuale Sei Nazioni. L'anno successivo le quattro nazionali si incontrarono nuovamente per la seconda edizione del torneo e in questo caso furono disputati tutti gli incontri previsti, mentre in precedenza non venne giocata Irlanda-Galles. Durante l'incontro con il Galles, disputato a Cardiff nel 1884, due giocatori irlandesi non furono in grado di giocare la partita e l'Irlanda fu costretta a prendere in prestito due giocatori gallesi. Le edizioni del 1885, 1888 e 1889 furono disputate in modo incompleto a causa di disaccordi tra le rispettive federazioni. L'Inghilterra fu esclusa dalle edizioni del 1888 e del 1889 a causa del suo rifiuto di entrare a far parte dell'International Rugby Board.
La prima vittoria irlandese a Lansdowne Road coincise con la prima vittoria dell'Irlanda sull'Inghilterra, ottenuta il 5 febbraio 1887 col punteggio di 6-0. Questa rappresentò solamente la seconda vittoria in venticinque partite fino ad allora disputate. Robert Warren era il capitano della squadra, Robert Montgomery e CR Tillie segnarono due mete trasformate da Daniel Rambaut. Anche John Macauley fece parte di quella squadra. Il 3 marzo 1888 l'Irlanda registrò la sua prima vittoria contro il Galles battendolo 7-0.
Il 1º dicembre 1888 l'Irlanda giocò contro il primo avversario non britannico, i New Zealand Māori che si imposero 13-4 fuori casa.

### 1890-1914: crescita del XV del trifoglio
Nel 1894 l'Irlanda adottò il modello gallese disponendo in campo sette giocatori arretrati e sei avanti. Il Galles era una squadra impressionante e il nuovo sistema cambiò il volto del gioco del rugby. Il sistema che prevedeva quattro tre quarti stabilito dal 1890 portò i suoi frutti e in seguito divenne uno standard sia per le nazionali che per le squadre di club.
Nel 1894 l'Irlanda sconfisse l'Inghilterra 7-5, la Scozia 5-0 e il Galles 3-0 conquistando la prima Home Championship e la prima Triple Crown, avendo sconfitto tutte le Home Nations. In quell'occasione gli irlandesi vinsero per la seconda volta contro la Scozia e l'Inghilterra in diciotto incontri disputati.
Negli anni 1890 il rugby rappresentava principalmente un gioco per la classe media protestante. L'unico cattolico della squadra del 1894 di Edmund Forrest era Tom Crean. Furono diciotto i giocatori che disputarono i tre incontri che permisero all'Irlanda di conquistare la Triple Crown: tredici provenivano da tre squadre di Dublino – Wanderers, Dublin University e Bective Rangers – e gli ultimi cinque dall'Ulster.
Se nel 1895 l'Irlanda non riuscì a confermarsi subendo tre sconfitte, nel 1896 vinse nuovamente il torneo con due vittorie e un pareggio. Il giocatore gallese Arthur Gould fu al centro di uno scandalo che portò al boicottaggio del Galles. I tornei del 1897 e del 1898 non si svolsero in modo completo. Nel 1899 l'Irlanda conquistò un'altra Triple Crown.
Nel 1900 tutte e quattro le Home Nations avevano ottenuto almeno un trionfo e allo stesso tempo la popolarità del rugby era in ascesa, con un maggior numero sia di giocatori che di spettatori.
Il Galles e la Scozia dominarono il primo decennio del 1900. Tuttavia, nel 1905, gli irlandesi vinsero i loro primi due incontri. Il 25 novembre 1905 la visita della Nuova Zelanda suscitò un grande interesse, la partita si concluse 15-0 per gli All Blacks davanti a un pubblico di 12.000 spettatori. La Home Championship 1906 vide la vittoria a pari merito dell'Irlanda e del Galles. Il 24 novembre 1906 il Sudafrica affrontò l'Irlanda a Belfast riuscendo a imporsi 15-12 dopo una partita molto combattuta. Il 20 marzo 1909 l'Irlanda giocò per la prima volta contro la Francia sconfiggendola 19-8. Questa vittoria fu salutare per l'Irlanda, dopo una serie di sconfitte subite ad opera delle nazionali britanniche.
Nel 1910, con l'aggiunta della Francia, nacque il torneo del Cinque Nazioni la cui prima edizione venne vinta dall'Inghilterra. Nel 1911 l'Irlanda guadagnò tre vittorie e venne sconfitta solamente dai vincitori finali del torneo, il Galles. L'Irlanda vinse tre partite al Cinque Nazioni 1912 e vinse il torneo per la quinta volta in meno di venti anni.
Il 30 novembre 1912 il Sudafrica affrontò l'Irlanda per la prima volta a Lansdowne Road. La nazionale irlandese, con sette nuovi giocatori, incassò dieci mete per un risultato finale di 38-0, la sua peggiore sconfitta nel nuovo secolo.

### 1919-1939: alti e bassi

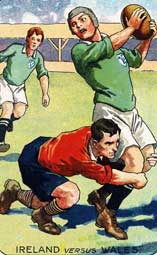
Illustrazione raffigurante una partita tra l'Irlanda e il Galles nel 1920.

Durante il Cinque Nazioni 1920 gli irlandesi non brillarono, venendo sconfitti in tutti e quattro i loro incontri disputati: a Dublino perdettero contro l'Inghilterra 14-11, contro la Scozia 19-0 a Edimburgo, contro il Galles a Cardiff 28-4 e infine il 3 aprile furono sconfitti 15-7 dalla Francia a Dublino. In quest'ultima partita si registrò anche la prima vittoria dei francesi ai danni dell'Irlanda. L'anno successivo, al Cinque Nazioni 1921, l'Irlanda raccolse una sola vittoria sconfiggendo 9-8 il Galles il 26 febbraio a Dublino. Venne battuta 15-0 dall'Inghilterra fuori casa, 6-0 da Galles a Dublino e 20-10 in Francia dai transalpini.
L'Irlanda ottenne dei risultati mediocri al Cinque Nazioni 1922: l'11 febbraio fu sconfitta 12-3 a Dublino contro l'Inghilterra, 6-3 contro la Scozia il 25 febbraio, 11-5 contro il Galles l'11 marzo. La partita Irlanda-Francia dell'8 aprile rappresentava un potenziale punto di svolta per entrambe le nazionali, con gli irlandesi impegnati a evitare il cucchiaio di legno per il terzo anno consecutivo e i francesi alla ricerca di una vittoria dopo due pareggi e una sconfitta. L'Irlanda alla fine vinse 8-3 in una partita violenta. Gli irlandesi, che furono i primi a cominciare a giocare duro, si lamentarono del comportamento dei francesi. Le cose non migliorano tra francesi e irlandesi durante il Cinque Nazioni 1924. La terza linea Collopy placcò Crabos rompendo la gamba e ponendo fine alla carriera del centro francese. Géo André, ex internazionale francese divenuto giornalista per il Miroir des sports, scrisse a proposito: « Il fair-play tende a sparire dai nostri campi, perché è un peccato scrivere che è al centro di un gioco spietato che René Crabos aveva rotto la sua gamba ». Il primo novembre gli All Blacks si presentarono a Lansdowne Road per la loro prima partita del loro tour invernale. Dopo un dominio degli avanti irlandesi, la mischia neozelandese impose la sua forza. Gli irlandesi furono sconfitti 6-0.
Le cose si calmarono durante il Cinque Nazioni 1925; il primo gennaio l'Irlanda vinse in Francia 9-3. La nazionale irlandese vinse il Cinque Nazioni 1926 a pari merito con la Scozia, vincendo tre partite e perdendo nel loro ultimo incontro con il Galles 11-8. L'anno successivo, nel Cinque Nazioni 1927, l'Irlanda vinse nuovamente a pari merito con la Scozia venendo sconfitta solamente dall'Inghilterra 8-6 il 12 febbraio a Londra. Il 12 novembre dello stesso anno ospitò l'Australia venendo sconfitta 5-3. Il 19 dicembre 1931 il Sudafrica fece visita agli irlandesi battendoli 8-3 a Lansdowne Road. Dopo una serie di prestazioni altalenanti, l'Irlanda vinse la Home Championship 1932 ex-æquo con Galles e Inghilterra. Da questa edizione del torneo e fino al 1947 la Francia sarà esclusa dai confronti con le Home Unions in seguito all'accusa di professionismo ed eccessiva violenza. Nel 1935 l'Irlanda si impose nuovamente sconfiggendo dentro casa la Scozia 12-5 e il Galles 9-3, subendo l'unica sconfitta a Londra contro l'Inghilterra per 14-3. Il 7 dicembre dello stesso anno gli All Blacks si recarono in Irlanda sconfiggendo i padroni di casa 17-9. Nel 1939 gli irlandesi vinsero nuovamente ex-æquo il torneo dopo essere stati sconfitti l'anno precedente da tutte e tre le nazionali britanniche.

### 1947-1956: periodo d'oro

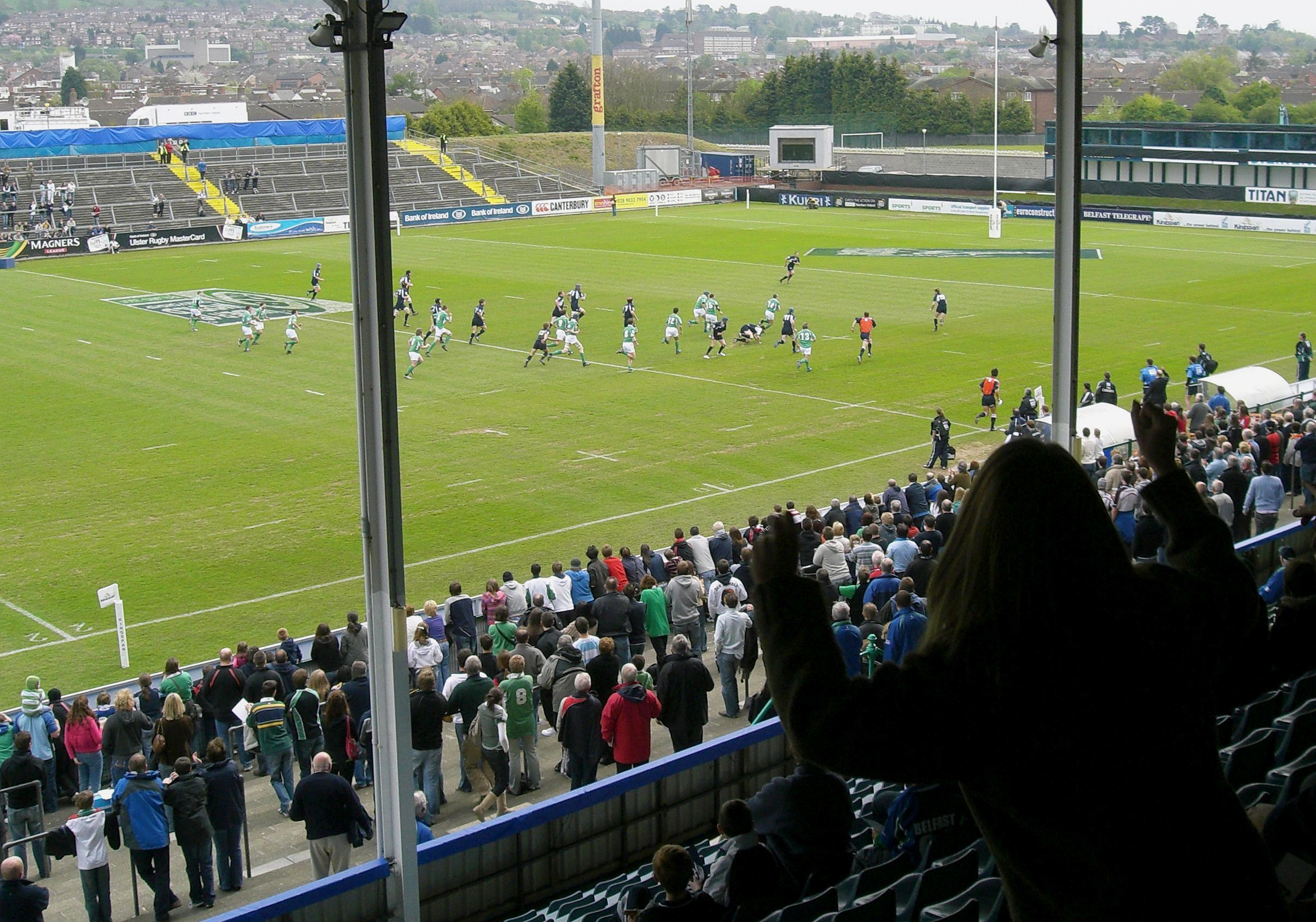
Ravenhill Stadium, lo stadio dell'Ulster Rugby.

Dopo l'interruzione dovuta alla seconda guerra mondiale, il Cinque Nazioni riprese nel 1947 con il reinserimento della Francia. Gli irlandesi persero la loro prima partita contro la Francia a Dublino 12-8, successivamente vinsero 22-0 contro l'Inghilterra a Lansdowne Road. Questa rappresentò la più larga vittoria dell'Irlanda contro l'Inghilterra fino al 43-13 ottenuto al Croke Park nel 2007. Con Murphy era il capitano nella partita contro l'Inghilterra; fu l'unico giocatore irlandese a collezionare la presenza sia prima che dopo la seconda guerra mondiale. L'Irlanda si impose contro la Scozia 3-0 e venne sconfitta nell'ultimo incontro dal Galles 6-0. Il 6 dicembre 1947 ospitò l'Australia da cui fu sconfitta 16-3.
L'Irlanda vinse il suo primo Grande Slam nel 1948 sotto la guida del suo capitano Karl Mullen. Sconfisse la Francia a Parigi, l'Inghilterra a Twickenham, e la Scozia 6-0 a Lansdowne Road con due mete segnate da Jack Kyle e Barney Mullan. Nell'ultimo incontro vinse infine 6-3 con il Galles al Ravenhill Stadium. Nel 1949 l'Irlanda vinse la Triple Crown utilizzando diciannove giocatori. Nel 1951 gli irlandesi si imposero nuovamente al Cinque Nazioni conquistando tre vittorie e un pareggio con il Galles a Cardiff. L'8 dicembre 1951 ospitarono il Sudafrica venendo sconfitti 17-5. L'anno successivo l'Irlanda effettuò per la decima volta in cinquanta anni un tour all'estero, sconfiggendo l'Argentina. Il 9 gennaio 1954 ospitò gli All Blacks a Lansdowne Road venendo sconfitta 14-3. Il 27 febbraio dello stesso anno l'Irlanda affrontò la Scozia al Ravenhill Stadium di Belfast. Il capitano irlandese Jim McCarthy disse al presidente della I.R.F.U., Sarsfield Hogan, che undici giocatori provenienti dalla Repubblica d'Irlanda si rifiutavano di cantare God Save the Queen a fianco della squadra scozzese. Si convenne di utilizzare un inno abbreviato, noto nell'Ulster come "the Salute", e di non far giocare più partite della nazionale al Ravenhill Stadium. L'Irlanda sconfisse la Scozia 6-0 e si dovette attendere fino al 2007 per tornare a giocare a Belfast, in occasione dell'incontro con l'Italia.

### 1957-1969: vacche magre
Il 1958 si aprì in modo positivo per l'Irlanda, con gli irlandesi che si imposero 9-6 contro l'Australia a Dublino in quella che rappresentò la prima vittoria del XV del trifoglio contro una nazionale maggiore dell'emisfero sud. Il prosieguo dell'anno si concluse però in modo negativo con il cucchiaio di legno al Cinque Nazioni, a seguito di tre sconfitte e una sola vittoria ottenuta contro la Scozia 12-6 a Dublino. Le cose non si misero meglio negli anni successivi, con quattro cucchiai di legno tra gli anni 1960 e 1964, riuscendo a conquistare nell'arco di cinque anni solamente due vittorie contro l'Inghilterra (1961 e 1964) e una contro il Galles 1963). Nel frattempo l'Irlanda registrò anche due sconfitte contro il Sudafrica e una sconfitta contro gli All Blacks 6-5 a Lansdowne Road (7 dicembre 1963).
Nel 1965 il XV del trifoglio pareggiò contro la Francia prima di battere l'Inghilterra e la Scozia. La Triple Crown fu però conquistata dal Galles, che vinse 14-8 a Cardiff. Il 10 aprile dello stesso anno l'Irlanda registrò la sua prima vittoria contro il Sudafrica: la partita, disputata a Lansdowne Road, era sul punteggio di 6-6 quando Tom Kiernan realizzò un calcio di punizione all'ultimo minuto strappando la vittoria col punteggio di 9-6. Nel 1967 l'Irlanda sconfisse due volte l'Australia: il 21 gennaio a Dublino si impose 15-8, mentre il 13 maggio vinse 11-5 a Sydney conquistando la prima vittoria fuori casa contro una delle nazionali maggiori dell'emisfero sud. Il 26 ottobre 1968 gli irlandesi sconfissero per la quarta volta consecutiva i Wallabies vincendo 10-3 a Lansdowne Road. Nel 1969 l'Irlanda sconfisse la Francia 17-9 a Lansdowne Road nell'ambito del Cinque Nazioni; si trattò della prima vittoria contro i francesi dopo dieci anni. In quell'edizione del torneo gli irlandesi persero solamente la loro ultima partita con il Galles, il quale successivamente vinse il torneo. In autunno la federazione irlandese nominò Ronnie Dawson come selezionatore della nazionale, che divenne così il primo a ricoprire ufficialmente tale incarico.

### 1970-1985: nuovo miglioramento
Il 10 gennaio 1970 l'Irlanda cominciò il nuovo decennio pareggiando contro il Sudafrica 8-8 a Lansdowne Road. Successivamente gli irlandesi persero i primi due incontri del Cinque Nazioni contro Francia e Inghilterra e vinsero le ultime due partite giocate a Dublino contro Scozia e Galles. Il Cinque Nazioni 1972 non venne portato a termine a causa del conflitto nordirlandese. Dopo il Bloody Sunday, un gruppo di persone diede fuoco all'ambasciata britannica di Dublino e vennero inviate dall'IRA lettere minatorie ai giocatori. In seguito a questi fatti Scozia e Galles decisero di non recarsi a Dublino. Fatti analoghi si ripeterono l'anno successivo ma senza impedire il regolare svolgimento della competizione. L'Inghilterra accettò di andare a giocare a Dublino, venendo sconfitta 18-9 a Lansdowne Road. Nel Cinque Nazioni 1973 tutte le squadre partecipanti vinsero i loro incontri casalinghi: risultato unico negli annali, vinsero tutte a pari merito il torneo. In precedenza, il 20 gennaio dello stesso anno, gli irlandesi registrarono il loro primo e unico risultato positivo contro la Nuova Zelanda pareggiando 10-10 a Lansdowne Road dopo avere anche fallito il calcio di trasformazione della possibile vittoria a causa di una raffica di vento.
Il Cinque Nazioni 1974 si dimostrò molto equilibrato e venne deciso all'ultima giornata. Il Galles conquistò due pareggi e una vittoria nelle prime tre partite, ma non riuscì a vincere il torneo a causa della sconfitta 16-12 contro l'Inghilterra a Twickenham nell'ultima partita. Con due vittorie, un pareggio e una sconfitta contro la Francia, l'Irlanda vinse il torneo. Gli irlandesi conclusero l'anno ospitando gli All Blacks il 23 novembre a Lansdowne Road, in una partita vinta dai neozelandesi 15-6. Dal 1975 al 1977 la nazionale irlandese fu allenata da Roly Meates, a cui farà seguito Noel Murphy dal 1977 al 1980. Il 17 gennaio 1976 l'Irlanda ospitò l'Australia in occasione del tour dei Wallabies in Gran Bretagna e Irlanda subendo una sconfitta per 20-10. Il 5 giugno dello stesso anno, in occasione del tour in Nuova Zelanda e Isole Figi, gli irlandesi furono sconfitti 11-3 dalla Nuova Zelanda a Wellington. Gli anni 1970 si conclusero in modo non esaltante, con una sola vittoria nel 1976 ottenuta sconfiggendo 13-12 l'Inghilterra a Twickenham, quattro sconfitte subite al Cinque Nazioni 1977 e la sola vittoria 12-9 contro la Scozia a Lansdowne Road nell'edizione 1978 del torneo. Il 4 novembre 1978 l'Irlanda giocò a Lansdowne Road contro la Nuova Zelanda, subendo una sconfitta 10-6 in una partita decisa dall'unica meta realizzata nell'incontro. Le ultime note positive di fine decennio vennero dal tour australiano del 1979, dove l'Irlanda riuscì a imporsi nei due incontri disputati contro l'Australia.
Nel 1980 venne nominato come nuovo selezionatore della nazionale irlandese Willie John McBride. Nel 1981 l'Irlanda perse tutte e quattro le partite disputate al Cinque Nazioni. Lo stesso anno, durante il contestato tour in Sudafrica, subì due sconfitte dagli Springboks. Successivamente, il 21 novembre ospitò l'Australia venendo sconfitta 16-12. L'anno successivo il XV del trifoglio conquistò il Cinque Nazioni 1982 e solamente la sconfitta 22-9 contro la Francia a Parigi, nell'ultima giornata del torneo, impedì anche la conquista del Grande Slam. Dopo trentatré anni l'Irlanda vinse la Triple Crown. Nel 1983 l'Irlanda vinse nuovamente il Cinque Nazioni, stavolta a pari merito con la Francia, perdendo solamente con il Galles. Nel 1984 Mick Doyle succedette a McBride sulla panchina irlandese. Nel 1985 l'Irlanda trionfò al Cinque Nazioni per la terza nell'arco di quattro anni, vincendo anche la Triple Crown. Non riuscì a realizzare il Grande Slam solo per il pareggio 15-15 contro la Francia nell'incontro giocato a Dublino.
Tutti questi successi furono ottenuti con Ciaran Fitzgerald come capitano. Altri tre giocatori vinsero il torneo tre volte in quel periodo di inizio degli anni 1980: Phil Orr, Donal Lenihan e Hugo MacNeill. Il record di vittorie appartiene a Fergus Slattery, che vinse il Cinque Nazioni per quattro volte (1973, 1974, 1982, 1983).

### 1986-1999: periodo nero
Nel 1986 l'Irlanda perse tutti e quattro gli incontri del Cinque Nazioni, consolandosi con la vittoria 60-0 contro la Romania che in quell'epoca rappresentava la più larga vittoria in un incontro internazionale. L'anno successivo si disputò in Nuova Zelanda la prima Coppa del Mondo di rugby. Gli irlandesi, nello stesso girone con Galles, Canada e Tonga, approdarono ai quarti di finale dopo avere sconfitto canadesi e tongani. Ai quarti di finale affrontarono l'Australia venendo sconfitti 33-15. Nel 1987 subentrò Jim Davidson come allenatore dell'Irlanda. Il 18 novembre 1989 gli irlandesi ospitarono gli All Blacks a Lansdowne Road venendo surclassati 23-6. L'anno successivo ebbero la meglio contro l'Argentina vincendo 20-18.
Nel 1990 Ciaran Fitzgerald venne nominato nuovo allenatore della nazionale irlandese. In vista della Coppa del Mondo, nel 1991 l'Irlanda si recò in tour in Namibia dove subì due clamorose sconfitte dai padroni di casa. La Coppa del Mondo di rugby 1991 si disputò in Gran Bretagna, Irlanda e Francia dal 3 ottobre al 2 novembre 1991. Nella fase a gironi l'Irlanda giocò contro Scozia, Giappone e Zimbabwe, perdendo 24-15 contro la Scozia a Murrayfield dopo avere vinto i primi due incontri. Ai quarti di finale gli irlandesi affrontarono nuovamente l'Australia. I Wallabies non furono mai in grado di distanziare il XV del trifoglio, che in vantaggio 18-15 verso la fine della partita subì una meta di Michael Lynagh che infranse le speranze dell'Irlanda mandando in semifinale i futuri campioni del mondo dell'Australia.
Dopo quattro sconfitte al Cinque Nazioni 1992, la federazione irlandese nominò Gerry Murphy come allenatore. Quell'anno l'Irlanda si recò in tour in Nuova Zelanda, perdendo le due partite giocate contro gli All Blacks, e successivamente ospitò l'Australia che vinse 42-17. Nel 1994 gli irlandesi si recarono in tour in Australia collezionando due sconfitte contro i Wallabies. Il 5 novembre dello stesso anno ospitarono gli Stati Uniti vincendo 26-15. Dopo avere collezionato una sola vittoria al Cinque Nazioni 1995, nell'ultima giornata a Cardiff contro il Galles, in preparazione della Coppa del Mondo il 6 maggio l'Irlanda affrontò l'Italia a Treviso perdendo clamorosamente 22-12. La Coppa del Mondo di rugby 1995 si disputò in Sudafrica. Dopo la prima partita del girone persa contro la Nuova Zelanda l'Irlanda sconfisse Giappone e Galles approdando ai quarti di finale, dove venne eliminata dalla Francia che vinse 32-16. Dopo la Coppa del Mondo venne nominato come allenatore il neozelandese Murray Kidd.
Nelle tre edizioni consecutive del Cinque Nazioni dal 1996 al 1998 l'Irlanda guadagnò il cucchiaio di legno per tre volte consecutive, riuscendo a vincere un solo incontro nel 1997 26-25 contro il Galles a Cardiff. Nel frattempo, nel breve periodo tra il 1997 e il 1998, sedette sulla panchina irlandese Brian Ashton, al quale seguì Warren Gatland. Per quel che riguarda i test match le cose non andarono meglio in questa seconda metà degli anni 1990, con una sconfitta casalinga clamorosa 40-25 contro Samoa, una sconfitta contro l'Australia, altre due sconfitte contro l'Italia, una sconfitta contro la Nuova Zelanda e tre sconfitte contro il Sudafrica nel 1998. Per la preparazione della Coppa del Mondo 1999 gli irlandesi si recarono in tour in Australia durante il quale persero le due partite contro i padroni di casa. Nell'ultimo incontro amichevole, prima della Coppa del Mondo, ospitarono l'Argentina sconfiggendola 32-24. Giunti alla competizione mondiale disputata in Gran Bretagna, Irlanda e Francia, dopo due vittorie nella fase a gironi contro Romania e Stati Uniti, e una sconfitta subita dall'Australia, l'Irlanda arrivò alla fase di spareggio per accedere ai quarti di finale venendo eliminata dall'Argentina che vinse 28-24.
Con l'avvento del professionismo, avvenuto nel 1996, l'Irish Rugby Football Union decise di convertire le quattro province irlandesi in squadre di club, dotandole di un potere finanziario che permettesse loro di trattenere i migliori giocatori in Irlanda. Le squadre svilupparono forti legami con i club dilettantistici e le scuole di rugby. La vicinanza geografica della maggior parte dei giocatori della selezione nazionale è d'aiuto a cementare un ottimo rapporto fra i giocatori.

### 2000-2009: la rinascita dell'Irlanda

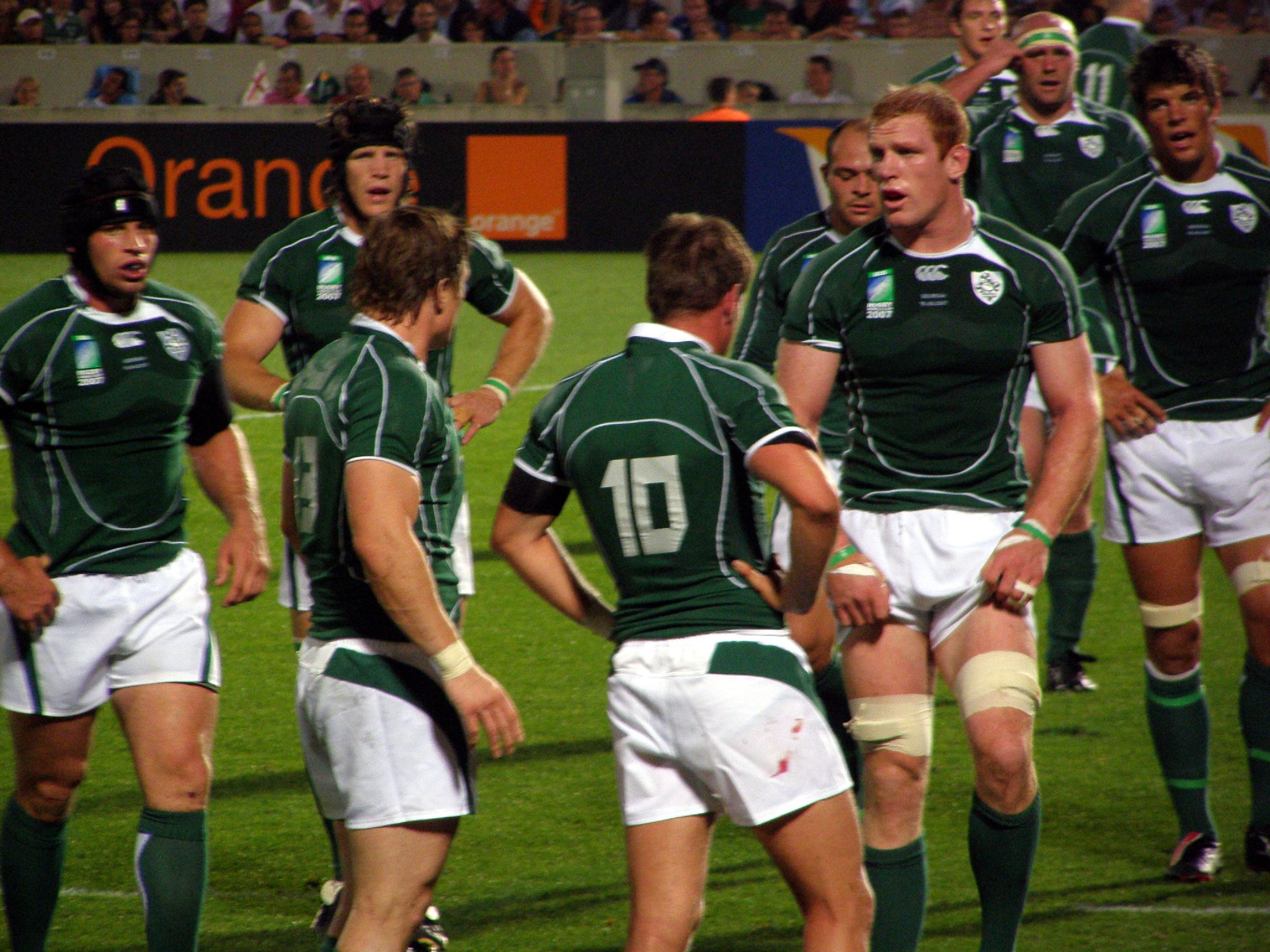
La nazionale irlandese durante la partita Irlanda-Georgia alla Coppa del Mondo 2007.

Nel 2000, con l'aggiunta dell'Italia, il Cinque Nazioni mutò nel torneo del Sei Nazioni. In questa prima edizione nel nuovo formato l'Irlanda terminò terza con tre vittorie e due sconfitte contro Inghilterra e Galles. Successivamente gli irlandesi si recarono in tour nelle Americhe collezionando una sconfitta 34-23 contro l'Argentina, una vittoria 83-3 contro gli Stati Uniti e un pareggio 27-27 in Canada. A fine anno l'Irlanda ospitò il Sudafrica venendo sconfitta 28-18. Al Sei Nazioni 2001 il XV del trifoglio arrivò secondo a causa della differenza punti con l'Inghilterra, che quell'anno vinse il trofeo. Gli irlandesi vinsero tutte le loro partite perdendo solamente 32-10 contro la Scozia. Il torneo venne caratterizzato dallo scoppio in Gran Bretagna di una epidemia di afta epizootica che costrinse a posticipare le gare finali del torneo. Il 2001 si concluse con le partite casalinghe contro Samoa, sconfitta 35-8, e Nuova Zelanda, con gli All Blacks che si imposero 40-29. Nonostante i risultati eccellenti che videro l'Irlanda passare dal quarto posto, nel 1999, al secondo nel 2001, Warren Gatland venne rimosso in autunno dal suo incarico e sostituito dal suo assistente Eddie O'Sullivan che divenne il nuovo allenatore della nazionale irlandese. A giugno del 2002 l'Irlanda si recò in tour in Nuova Zelanda subendo due sconfitte contro gli All Blacks. Nei test match di autunno vinse 18-9 contro l'Australia e 16-7 contro l'Argentina. Al Sei Nazioni 2003 ci fu un testa a testa tra Irlanda e Inghilterra deciso all'ultima giornata dalla vittoria degli inglesi 42-6 a Lansdowne Road, che vinsero così il torneo conquistando anche il loro dodicesimo Grande Slam. Durante il successivo tour in Australia e nel Pacifico l'Irlanda perse contro l'Australia e vinse le due partite contro Tonga e Samoa.
Alla Coppa del Mondo di rugby 2003 disputata in Australia la squadra di Eddie O'Sullivan si trovò nello stesso girone con i padroni casa, Argentina, Romania e Namibia. Dopo due facili vittorie contro Namibia e Romania, l'Irlanda sconfisse 16-15 l'Argentina prima di perdere contro l'Australia 17-16. Gli irlandesi si qualificarono ai quarti di finale, dove vennero sconfitti dalla Francia 43-21.
L'Irlanda ottenne ancora un secondo posto al Sei Nazioni 2004, risultandole fatale per la vittoria finale del torneo la sconfitta subita contro la Francia che realizzò il Grande Slam. Il XV del trifoglio riuscì comunque a battere i freschi campioni del mondo dell'Inghilterra e a conquistare la Triple Crown. L'anno si concluse con tre risultati positivi nei test match ospitati a Lansdowne Road: il Sudafrica perse 17-12, gli Stati Uniti 55-6 e l'Argentina 21-19. L'Irlanda si presentò ambiziosa al Sei Nazioni 2005. Dopo avere vinto le loro prime tre partite, gli irlandesi tentarono di realizzare il loro primo Grande Slam dal 1948. Ma la squadra di Eddie O'Sullivan finì al terzo posto dopo la sconfitta casalinga contro la Francia e la sconfitta a Cardiff contro il Galles. A giugno dello stesso anno l'Irlanda si recò in tour in Giappone collezionando due vittorie contro i padroni di casa. Nei test match di fine anno si registrarono invece le sconfitte contro Nuova Zelanda, con gli All Blacks che si imposero 45-7, e Australia. Nel 2006 la sconfitta 43-31 contro la Francia nella seconda giornata costò a Eddie O'Sullivan la vittoria del suo primo Sei Nazioni e del suo primo Grande Slam; tuttavia, gli irlandesi giocarono un rugby di attacco riuscendo a conquistare la Triple Crown per la seconda volta nell'arco di tre anni.
Durante il loro tradizionale tour estivo nell'emisfero sud, gli irlandesi affrontarono due volte gli All Blacks e, successivamente, si presentarono a Perth per affrontare i Wallabies totalmente esausti. L'Irlanda perse tutte e tre le partite disputate, con gli australiani che li distaccarono 37-15. Per il tour autunnale il XV del trifoglio ospitò rispettivamente Sudafrica, Australia e Pacific Islanders. I sudafricani e gli australiani, in vista della Coppa del Mondo 2007, si presentarono con squadre sperimentali. Gli Springboks furono battuti 32-15. Contro i Wallabies, il pubblico si aspettava un duello tra le linee dei tre quarti; ma il maltempo non lo permise e il XV del trifoglio vinse 21-6. Contro i Pacific Islanders gli irlandesi vinsero 61-17, con Paddy Wallace che segnò 26 punti.

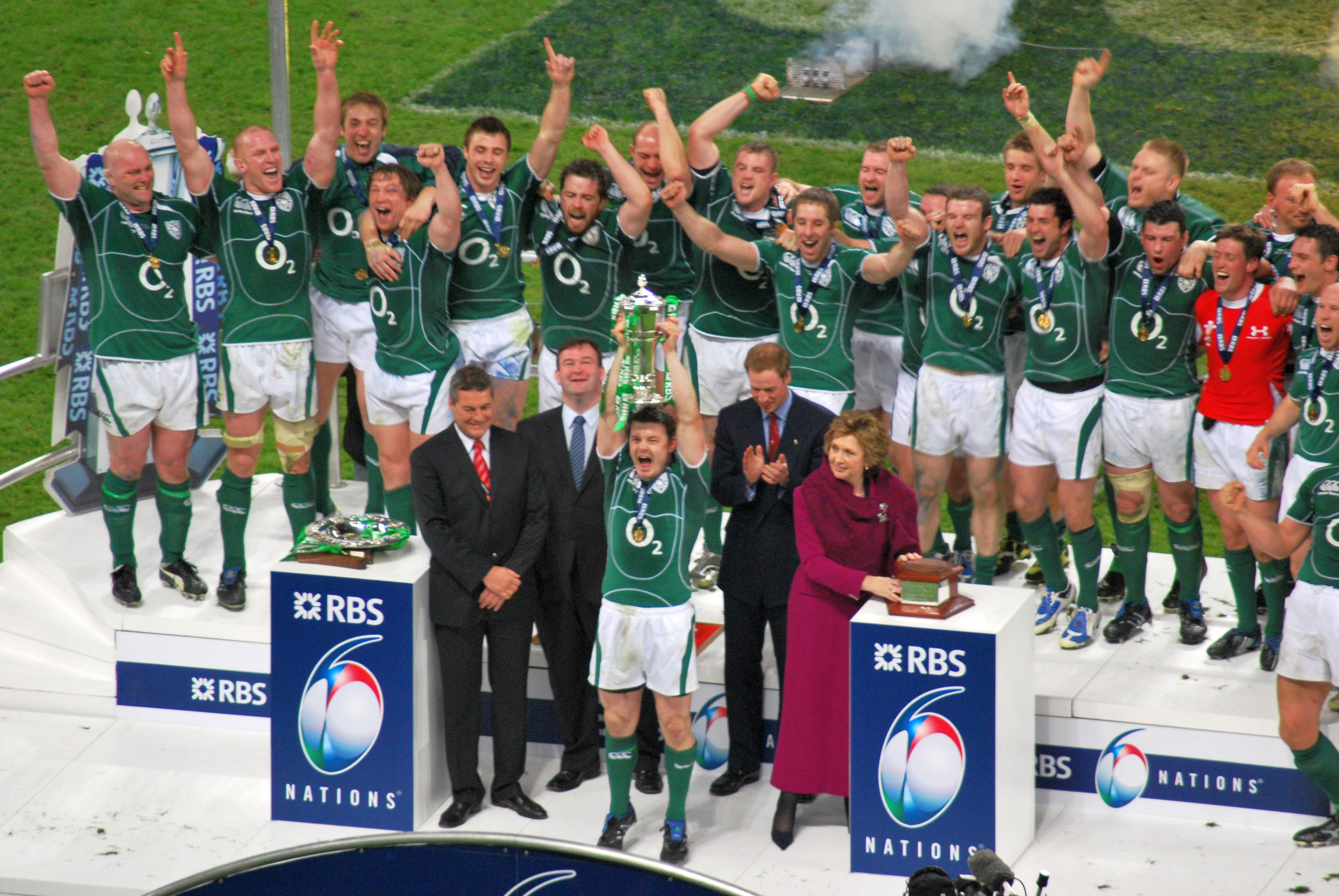
I festeggiamenti dell'Irlanda per il Grande Slam realizzato nel 2009.

L'anno 2007 iniziò con l'annuncio della ristrutturazione del Lansdowne Road. Durante il periodo dei lavori, gli incontri casalinghi della selezione irlandese si giocarono al Ravenhill Stadium dopo cinquantatré anni di assenza. Ma ogni incontro delle future edizioni del Sei Nazioni si tenne al Croke Park, principale stadio per gli sport gaelici. L'Associazione degli sport gaelici diede il proprio nulla osta per l'organizzazione delle partite. Per il secondo anno consecutivo l'Irlanda arrivò nuovamente seconda al Sei Nazioni a causa di una sconfitta contro la Francia, subita a Dublino col punteggio 20-17, vincendo ancora una volta la Triple Crown. Brian O'Driscoll, Ronan O'Gara, Girvan Dempsey, Peter Stringer e gli avanti Malcolm O'Kelly e Paul O'Connell fanno parte di questa squadra che conquistò tre Triple Crown in quattro anni. Nel marzo 2007 l'IRFU annunciò la creazione del "High Performance Select Group", un gruppo di promettenti giovani giocatori irlandesi di cui viene supportato l'inserimento nelle squadre di club allo scopo di facilitare il loro futuro passaggio nella nazionale irlandese.
Alla Coppa del Mondo di rugby 2007 l'Irlanda venne sorteggiata nello stesso girone insieme con i padroni di casa della Francia, l'Argentina, la Georgia e la Namibia. Gli irlandesi vinsero le loro prime due partite 32-17 contro la Namibia e 14-10 contro la Georgia, ma persero 25-3 contro la Francia e 30-15 contro l'Argentina non riuscendo a raggiungere i quarti di finale. Eddie O'Sullivan restò il selezionatore della nazionale irlandese fino al Sei Nazioni 2008; dopo il quarto posto ottenuto nella competizione si dimise e fu sostituito da Declan Kidney, allora allenatore del Munster. Nel tour estivo in Nuova Zelanda e Australia gli irlandesi subirono due onorevoli sconfitte 22-11 contro gli All Blacks e 18-12 contro i Wallabies. Negli incontri casalinghi di autunno si registrò la facile vittoria 55-0 contro il Canada, la sconfitta 22-3 contro gli All Blacks e la vittoria 17-3 contro l'Argentina.
Il 2009 è l'anno del trionfo al Sei Nazioni, dopo ventiquattro anni, con la realizzazione del secondo Grande Slam dal lontano 1948 sotto la guida del capitano Brian O'Driscoll. In autunno l'Irlanda pareggiò 20-20 contro l'Australia, sconfisse Figi 41-6 e i campioni del mondo in carica del Sudafrica 15-10.

### 2010-Oggi
Al Sei Nazioni 2010 l'Irlanda si piazzò seconda, con tre vittorie e due sconfitte contro Francia e Scozia. Nel tour estivo perse le tre partite contro Nuova Zelanda, NZ Māori e Australia; nei test match invernali casalinghi vinse 20-10 contro Samoa, 29-9 contro l'Argentina, e venne sconfitta 23-21 dal Sudafrica e 38-18 dalla Nuova Zelanda. Al Sei Nazioni 2011 l'Irlanda arrivò terza, ma durante questa edizione del torneo si stabilirono dei record individuali: Ronan O'Gara divenne il primo giocatore irlandese, e il quinto al mondo, a superare la soglia dei 1000 punti realizzati, mentre Brian O'Driscoll dopo avere segnato la sua venticinquesima meta diventò il miglior realizzatore di mete di sempre all'interno del torneo stesso. Nello stesso anno si giocò la settima edizione della Coppa del Mondo ospitata in Nuova Zelanda, ma dopo la sorprendente vittoria 15-6 contro l'Australia che valse il primo posto nel girone, il XV del trifoglio venne sconfitto dal Galles ai quarti di finale col punteggio 22-10.
Dopo un deludente Sei Nazioni 2013, in cui si registrò tra l'altro la prima sconfitta subita ad opera dell'Italia in tale torneo, l'IRFU decise di non rinnovare il contratto al commissario tecnico Declan Kidney che venne sostituito dal neozelandese Joe Schmidt. Durante i consueti test match di fine anno, l'Irlanda ospitò la Nuova Zelanda subendo una sconfitta 24-22 dopo una meta convertita a tempo scaduto dagli All Blacks. L'anno dopo fu l'anno del ritiro di Brian O'Driscoll, celebrato con la conquista del Sei Nazioni 2014. La sconfitta 13-10 subita in Inghilterra costrinse gli irlandesi a dovere battere la Francia fuori casa nell'ultima partita del torneo, cosa che alla fine avvenne con il punteggio 22-20.
L'Irlanda si riconfermò l'anno successivo vincendo anche il Sei Nazioni 2015: con al passivo una sola sconfitta in Galles a fronte di quattro vittorie, l'Irlanda terminò a pari punteggio con Inghilterra e Galles prevalendo però per la migliore differenza tra punti segnati e subiti. Gli irlandesi presero parte alla Coppa del Mondo di rugby 2015 vincendo tutte le partite della fase a gironi, aggiudicandosi il primo posto dopo avere sconfitto la Francia 24-9 nell'ultima partita. Ma ancora una volta i quarti di finale si rivelarono fatali, con la sconfitta 43-20 patita contro l'Argentina.
Il 5 novembre 2016 la nazionale irlandese, dopo 111 anni di attesa, ottenne la sua prima vittoria contro gli All Blacks sconfiggendoli 40-29 a Chicago e ponendo fine alla loro serie di 18 vittorie consecutive. Vince il Sei Nazioni 2018 realizzando per la terza volta il Grande Slam a distanza di nove anni.
Il Sei Nazioni del 2019 è iniziato con una sconfitta contro l'Inghilterra, per 20–32. Successivamente, hanno battuto Scozia, Italia e Francia, ma la competizione si è conclusa con una sconfitta contro il Galles, vincitore del Grande Slam, che è finita 7–25. Il gallese era in vantaggio sugli irlandesi per 25-0 ai tempi supplementari, fino alla meta in extremis del sostituto difensore Jordan Larmour. Tuttavia, l'Irlanda ha ottenuto qualche risarcimento quando ha sconfitto il Galles consecutivamente, in casa e fuori, nelle partite di riscaldamento della Coppa del mondo di rugby 2019 e successivamente ha raggiunto il numero 1 nella classifica mondiale di rugby per la prima volta nella sua storia. ha continuato a partecipare alla Coppa del mondo di rugby 2019.
La Coppa del mondo di rugby 2019 si è conclusa con una delusione per gli irlandesi, che hanno aperto la loro stagione con un'entusiasmante vittoria per 27–3 sulla Scozia, ma sono stati eliminati al turno successivo in una scioccante sconfitta per 12–19 contro il Giappone, paese ospitante del torneo. L'Irlanda ha superato le altre avversarie del girone, Russia (35–0) e Samoa (47–5) raggiungendo i quarti di finale, ma è stata eliminata dalla Nuova Zelanda 46–14.
Il 2020 ha visto la prima stagione dell'Irlanda nel Sei Nazioni sotto la guida dell'ex allenatore della difesa Andy Farrell, che ha sostituito Joe Schmidt dopo la Coppa del Mondo, interrotta dalla pandemia COVID-19. Prima dell'interruzione, l'Irlanda aveva ottenuto vittorie contro Scozia (19–12) e Galles (24–14) prima di perdere contro l'Inghilterra 12–24. La partita del quarto turno dell'Irlanda contro l'Italia fu ritardata fino all'ottobre di quell'anno, con gli irlandesi che registrarono una vittoria per 50–17, per poi subire una sconfitta per 27–35 contro la Francia per finire il torneo troncato al 3 ° posto. Nella successiva Coppa delle Nazioni d'autunno, l'Irlanda sconfisse nuovamente Galles (32–9) e Scozia (31–16), ma fu battuta ancora una volta dall'Inghilterra, 7–18.
Il Sei Nazioni del 2021 si è svolto nuovamente in mezzo alla pandemia in corso, con gli spettatori ancora esclusi. In questo ambiente cambiato l'Irlanda avrebbe avuto una stagione indifferente, finendo ancora una volta terza con vittorie su Italia (48–10), Scozia (27–24) e Inghilterra (32–18), dopo aver perso le prime due partite contro la Francia (13–18). 15) e gli eventuali campioni del Galles (16–21). L'Irlanda ha giocato la maggior parte della partita contro il Galles fino a 14 uomini dopo che il veterano flanker Peter O'Mahony è diventato il primo giocatore irlandese a ricevere un cartellino rosso in una partita del Sei Nazioni, per un fallo su Wynn Jones al 14'.
L'Irlanda ha aperto la stagione del Sei Nazioni del 2022 con un'enfatica vittoria per 29–7 sul Galles, per poi perdere contro la Francia 30–24 la settimana successiva allo Stade De France. Hanno poi sconfitto un'Italia indisciplinata a Dublino 57–6 e hanno ottenuto la loro più grande vittoria sull'Inghilterra a Twickenham dal 1964 (15–32). Nell'ultima giornata del torneo, l'Irlanda ha dovuto vincere contro la Scozia e la Francia ha dovuto perdere contro l'Inghilterra affinché l'Irlanda vincesse il campionato. L'Irlanda ha vinto la Triple Crown nell'ultima giornata del torneo, battendo la Scozia 26–5 a Dublino, ma non è riuscita a vincere il campionato dopo che la Francia ha battuto l'Inghilterra 25–13 a Saint-Denis.
Dopo aver perso il test match di apertura del tour neozelandese del 2022, l'Irlanda ha ottenuto la sua prima vittoria contro gli All Blacks sul suolo neozelandese il 9 luglio 2022, la quarta vittoria sulla Nuova Zelanda. Tre giorni dopo, hanno seguito la loro storica vittoria con la prima vittoria sui Maori All Blacks in quattro tentativi, battendo la squadra 24–30 a Wellington.
Nel settembre 2023, l'Irlanda ha aperto la stagione della Coppa del mondo di rugby 2023 con la più grande vittoria di sempre in una Coppa del mondo di rugby battendo la Romania 82–8. L'Irlanda ha successivamente vinto le partite contro i futuri campioni del Sud Africa e contro la Scozia 36–14 allo Stade de France. Nonostante il successo nella fase a gironi, l'Irlanda non è riuscita ancora a superare l'ostacolo dei quarti di finale, perdendo 24–28 contro la Nuova Zelanda. Questa sconfitta ha posto fine anche alle 17 vittorie consecutive nei test della squadra, un record irlandese.
La vittoria per 31–7 dell'Irlanda sul Galles nel Sei Nazioni del 2024 ha pareggiato il record dell'Inghilterra per il maggior numero di vittorie consecutive nel Sei Nazioni (11) e ha anche portato la serie più lunga di vittorie casalinghe dell'Irlanda a 18.  L'Irlanda è diventata campione assoluto consecutivo del Sei Nazioni solo per la terza volta nella sua storia, battendo la Scozia 17–13 in casa il 16 marzo 2024.
Il 30 novembre 2024, l'Irlanda ha concluso l'Autumn Nations Series 2024 con un 22-19 sull'Australia, allenata dall'ex allenatore Joe Schmidt. Sebbene Schmidt avesse precedentemente allenato contro l'Irlanda come assistente con la Nuova Zelanda alla Coppa del Mondo di rugby del 2023, questa è stata la prima volta che hanno affrontato una squadra allenata da Schmidt in Irlanda. Questa è stata anche la prima volta che l'Irlanda è tornata da uno svantaggio di otto punti a metà tempo per otto anni. Inoltre, questa è stata riconosciuta come la partita del 150° anniversario per l'IRFU e celebrata indossando una divisa per l'anniversario per la partita. Inoltre, Cian Healy è diventato il giocatore con più presenze di sempre in Irlanda, superando Brian O'Driscoll per la sua 134a presenza. L'allenatore assistente Simon Easterby assumerebbe i compiti di capo allenatore per il Sei Nazioni 2025 e il tour estivo in sua assenza.

## Simboli

La bandiera dell'IRFU, con le quattro province d'Irlanda.

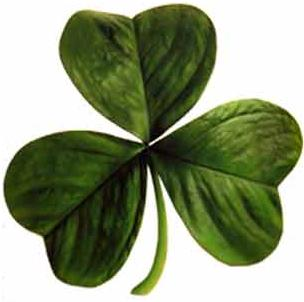
Lo shamrock, il trifoglio irlandese.

### La bandiera e gli inni
La nazionale di rugby dell'Irlanda è stata in grado di raccogliere i nazionalisti e gli unionisti. Mentre tutti i giocatori provengono dalle quattro province del Paese, ci sono state delle controversie sulla bandiera e sull'inno. Quando il XV del trifoglio giocava a Belfast veniva suonato l'inno britannico God Save the Queen, mentre per gli incontri casalinghi disputati a Dublino si utilizzava l'inno della Repubblica d'Irlanda Amhrán na bhFiann. In occasione delle partite giocate in trasferta non veniva suonato alcun inno. Nei mondiali di rugby del 1987 e del 1991, la ballata irlandese The Rose of Tralee venne usata come inno dovuto alla situazione politica in Irlanda del Nord all'epoca.
Dall'aprile 1995, su proposta dell'Ulster, è stato appositamente composto l'inno Ireland's Call da suonare durante gli incontri disputati fuori casa. Questo però ha spinto alcuni giocatori e tifosi provenienti dalla Repubblica d'Irlanda a lamentarsi sostenendo che si sarebbe dovuto suonare "Amhrán na bhFiann". Così, negli incontri giocati a Dublino viene sempre utilizzato "Ireland's Call" dopo l'esecuzione di "Amhrán na bhFiann". Questo uso di "Amhrán na bhFiann" ha causato simili lamentele da parte di giocatori e tifosi provenienti dall'Irlanda del Nord. Per il test-match pre-mondiale contro l'Italia, in programma a Belfast (la capitale nordirlandese non ospitava la nazionale ovale dal 1953) il 24 agosto 2007 in preparazione della Coppa del Mondo, è stato richiesto di usare "God Save the Queen" accanto a "Ireland's Call". La proposta è stata rifiutata dall'IRFU, che ha sostenuto che la partita si sarebbe giocata fuori dall'Irlanda e quindi andava suonato solamente "Ireland's Call".
In modo simile, il tricolore irlandese, la bandiera ufficiale della Repubblica d'Irlanda, viene usato solamente nelle gare giocate nella Repubblica Irlandese. Una bandiera con i simboli che rappresentano le quattro province d'Irlanda viene usata accanto al tricolore irlandese nelle partite giocate a Dublino, mentre è utilizzata in modo esclusivo per gli incontri disputati da qualsiasi altra parte. In alcune occasioni, durante il cerimoniale che precede l'inizio della partita, viene utilizzata la bandiera della Irish Rugby Football Union (IRFU), l'ente governativo del rugby irlandese. Al Mondiale di rugby, sono mostrate insieme la bandiera dell'Eire e quella dell'Ulster.

### Il "XV del trifoglio"
Lo shamrock (gael. seamróg), che consiste in una varietà di trifoglio bianco, è uno dei simboli d'Irlanda spesso usato in ambito sportivo. Oltre ad essere il distintivo e l'emblema di diverse squadre sportive, lo shamrock viene utilizzato come simbolo identitario da diverse organizzazioni originarie dell'Irlanda. Il trifoglio sarebbe stato usato da San Patrizio per spiegare agli irlandesi il concetto di Santa Trinità durante la loro conversione: le tre foglie che crescono su un unico stelo rappresenterebbero Dio il Padre, Dio il Figlio e Dio lo Spirito Santo. Ecco anche il motivo perché il trifoglio è associato alla festa nazionale irlandese, la festa di San Patrizio.

## Stadi

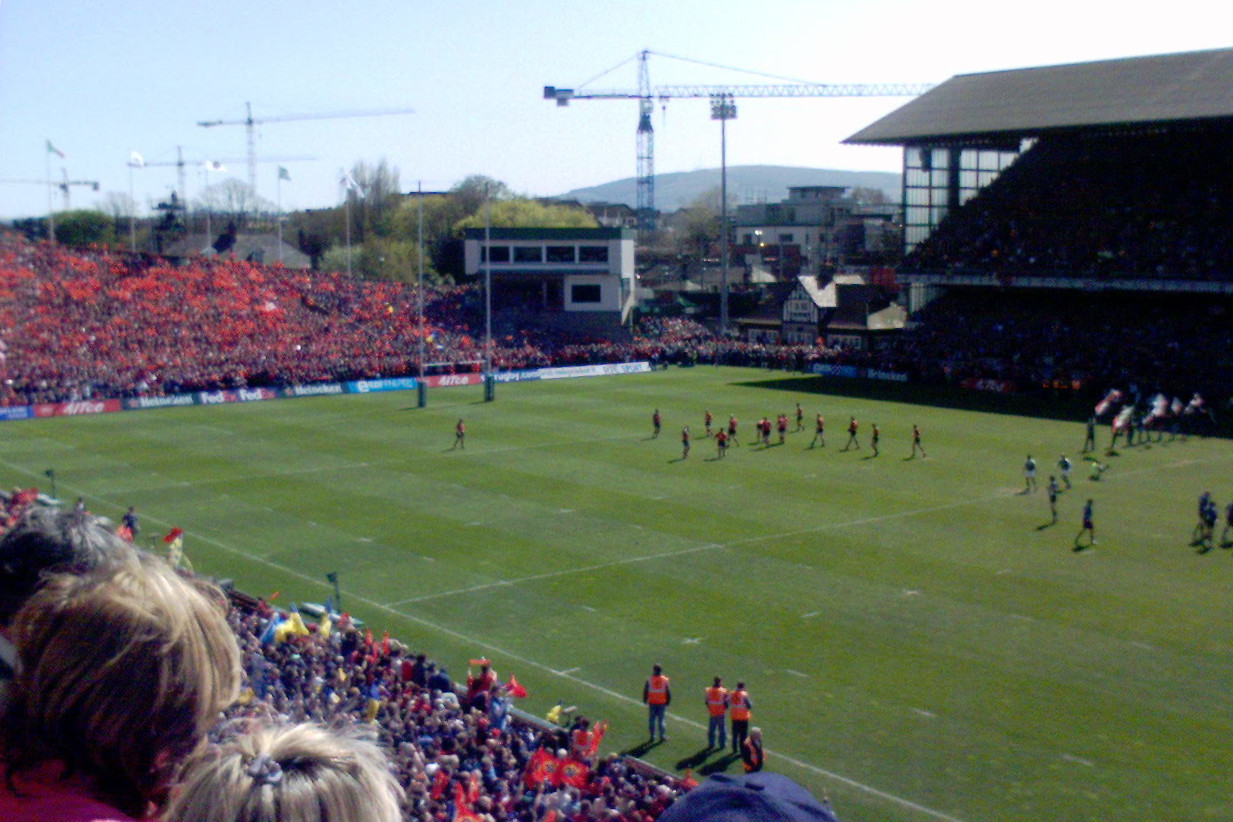
Lansdowne Road durante una partita tra Munster e Leinster.

La casa tradizionale del rugby irlandese è Lansdowne Road a Dublino, dove sono state disputate la maggior parte delle partite casalinghe dell'Irlanda fino alla sua demolizione e rimpiazzo con l'Aviva Stadium. Lo stadio originale, di cui era proprietaria l'Irish Rugby Football Union, è stato costruito nel 1872, e nel periodo della sua chiusura nel 2007 rappresentava la sede più vecchia del rugby internazionale in cui si disputavano ancora degli incontri. Il luogo in cui sorge lo stadio continua ad essere menzionato come il più vecchio ancora in uso nel rugby internazionale. Nel 1878 l'impianto ospitò il suo primo test match di rugby con la partita Irlanda-Inghilterra, in precedenza vi si era giocata una partita tra Leinster e Ulster. Lansdowne Road possedeva una capienza di appena oltre 49.000 posti prima della sua demolizione nell'estate 2007. Il nuovo Aviva Stadium, con 51.700 posti a sedere, è stato inaugurato dove sorgeva Lansdowne Road nel maggio 2010. L'ultimo incontro disputato dall'Irlanda prima dell'inizio dei lavori riguardanti lo stadio fu contro i Pacific Islanders verso la fine del 2006. Senza Lansdowne Road disponibile per l'utilizzo, l'Irlanda si trovò senza uno stadio per il Sei Nazioni seguente. La Gaelic Athletic Association (GAA), proprietaria del Croke Park, ha reso disponibile lo stadio per i due incontri casalinghi contro Francia e Inghilterra nel 2007. È stata la prima volta in assoluto che si è giocato a rugby in questa sede. Il Croke Park è stato utilizzato anche per le successive partite dell'Irlanda al Sei Nazioni e per i principali test fino all'apertura dell'Aviva Stadium.
La prima partita dell'Irlanda all'Aviva Stadium è stata disputata contro i campioni del mondo in carica del Sudafrica il 6 novembre 2010, con i sudafricani che vinsero 23-21. A causa del significato storico di questa partita, il Sudafrica annunciò l'intenzione di indossare la loro seconda maglia per consentire all'Irlanda di utilizzare i loro classici colori verdi; normalmente è la squadra di casa a cambiare i propri colori in caso di disaccordo.
Sebbene l'Irlanda non abbia mai ospitato la Coppa del Mondo di rugby come unico Paese organizzatore, alcuni incontri della Coppa del Mondo 1991 e 1999 sono stati giocati in diverse sedi irlandesi. Il gruppo B nel 1991 è stato disputato principalmente in Irlanda e Scozia, con due partite giocate a Lansdowne Road (riguardanti l'Irlanda) e una (Zimbabwe-Giappone) al Ravenhill Stadium di Belfast. Sono stati ospitati a Dublino anche un incontro dei quarti di finale e uno di semifinale. Un sistema simile è stato adottato nel 1999, utilizzando oltre Lansdowne Road e il Ravenhill Stadium anche il Thomond Park di Limerick. Lansdowne Road ha ospitato anche un quarto di finale nel 1999. L'Irlanda doveva ospitare due partite a Lansdowne Road per la Coppa del Mondo 2007, ma a causa di conflitti di programmazione con la ricostruzione dello stadio si decise di non ospitare alcun incontro.
In tale anno, l'Irlanda giocò per la prima volta dopo 53 anni un test match a Belfast, sconfiggendo l'Italia.

## Statistiche

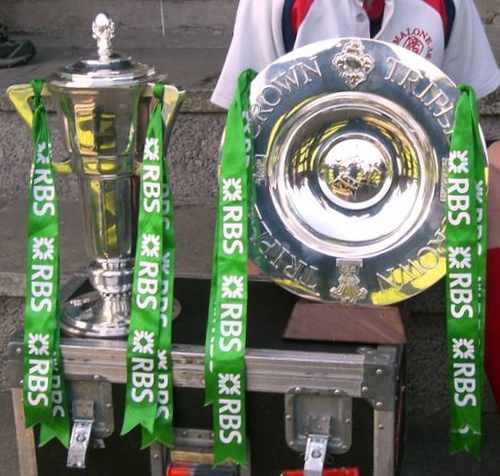
I trofei consegnati all'Irlanda in occasione del Grande Slam del 2009.

### Sei Nazioni
Il Sei Nazioni, che si disputa ogni anno tra i mesi di febbraio e di marzo, è l'unico torneo annuale a cui partecipa l'Irlanda. Vi partecipano le maggiori nazionali europee: Irlanda, Inghilterra, Francia, Scozia, Galles e Italia. Gli irlandesi prendono parte al torneo fin dalla Home Nations Championship inaugurale del 1883, quando allora la competizione comprendeva Irlanda e le tre nazionali britanniche. In seguito, nel 1910, si aggiunse la Francia e successivamente, nel 2000, anche l'Italia dando vita all'attuale Sei Nazioni. L'Irlanda vinse il suo primo trofeo nel 1894 conquistando anche la Triple Crown. Gli irlandesi realizzarono il loro primo Grande Slam nell'edizione 1948, il secondo nel 2009, il terzo nel 2018 ed il quarto nel 2023. In totale l'Irlanda è stata campione 23 volte, 8 delle quali ex-æquo per parità di punti totalizzati in classifica (nelle passate edizioni non veniva considerata la differenza dei punti segnati come discriminante).

### Coppa del Mondo
L'Irlanda ha partecipato a tutte le competizioni della Coppa del Mondo di rugby disputate fin dal primo torneo tenutosi in Australia e Nuova Zelanda nel 1987. Il migliore risultato ottenuto dall'Irlanda corrisponde al raggiungimento dei quarti di finale. Nel 1987 gli irlandesi erano nello stesso gruppo di Galles, Canada e Tonga. Dopo avere perso la prima partita 13-6 contro il Galles, le successive vittorie 46-19 contro il Canada e 32-9 contro Tonga hanno permesso il raggiungimento dei quarti di finale, dove il XV del trifoglio è stato eliminato dall'Australia che ha vinto 33-15. Nel 1991 l'Irlanda era nello stesso gruppo di Scozia, Giappone e Zimbabwe, con gli scozzesi primi a punteggio pieno. Il secondo posto, grazie alle vittorie contro africani e giapponesi, è valso l'accesso ai quarti di finale dove gli irlandesi sono stati sconfitti 19-18 dall'Australia in extremis. Nel 1995, durante la fase a gruppi, l'Irlanda viene sconfitta 43-19 dagli All Blacks, vince agevolmente contro il Giappone e nell'ultima partita decisiva batte 24-23 il Galles accedendo ai quarti di finale. Al turno successivo la sconfitta 32-16 contro la Francia segna l'eliminazione.
Nel 1999, la sconfitta 23-3 contro l'Australia nel girone eliminatorio costringe l'Irlanda a una fase di spareggio per l'accesso ai quarti di finale, dove viene sconfitta 28-24 dall'Argentina. Nel 2003 l'Irlanda ha un ottimo inizio con due facili vittorie contro Romania e Namibia, oltre a vincere 16-15 contro l'Argentina prima di cedere 17-16 contro i Wallabies nell'ultima partita. Giunta ai quarti di finale viene sconfitta dalla Francia 43-21. L'edizione 2007 della Coppa del Mondo è l'unica in cui il XV del trifoglio non è riuscito a superare la fase a gruppi, con Francia e Argentina che si sono rivelate fatali. Quattro anni più tardi, dopo avere sconfitto Stati Uniti, Australia, Russia e Italia classificandosi al primo posto nel proprio girone, le ambizioni dell'Irlanda si spengono ai quarti di finale a causa della sconfitta 22-10 contro il Galles.
Nel 2015 la nazionale irlandese ha nuovamente vinto il proprio girone, relegando la Francia al secondo posto; ancora una volta però non riesce a superare lo scoglio dei quarti di finale, venendo sconfitta 43-20 dall'Argentina.
Destino simile ha incontrato nel 2019, dove a fronte dell'ottenimento del secondo posto nel girone (alle spalle del solo Giappone, capace di sconfiggere i verdi per la prima volta nella sua storia) è poi seguita l'ennesima uscita ai quarti, stavolta per mano della Nuova Zelanda (46-14).
| Edizione | Paese organizzatore       | Posizione        |
| -------- | ------------------------- | ---------------- |
| 1987     | Nuova Zelanda e Australia | Quarti di finale |
| 1991     | Inghilterra               | Quarti di finale |
| 1995     | Sudafrica                 | Quarti di finale |
| 1999     | Galles                    | Spareggio        |
| 2003     | Australia                 | Quarti di finale |
| 2007     | Francia                   | Girone           |
| 2011     | Nuova Zelanda             | Quarti di finale |
| 2015     | Inghilterra               | Quarti di finale |
| 2019     | Giappone                  | Quarti di finale |
| 2023     | Francia                   | Quarti di finale |

### Palmarès
- Home Championship / Cinque Nazioni / Sei Nazioni: 23 (8 a pari merito)[53]
Home Championship (1883–1909, 1932–1939): 7
Assoluta: 4 (1894, 1896, 1899, 1935)
Ex æquo: 3 (1906, 1932, 1939)
Cinque Nazioni (1910–1931, 1947–1999): 11
Assoluta: 6 (1948, 1949, 1951, 1974, 1982, 1985)
Ex æquo: 5 (1912, 1926, 1927, 1973, 1983)
Sei Nazioni (2000–): 6 (2009, 2014, 2015, 2018, 2023, 2024)
  - Grande Slam: 4 (1948, 2009, 2018, 2023)
  - Triple Crown: 13 (1894, 1899, 1948, 1949, 1982, 1985, 2004, 2006, 2007, 2009, 2018, 2022, 2023)

### Incontri totali
La tabella seguente, aggiornata al 24 febbraio 2024, mostra un riepilogo di tutti gli incontri internazionali ufficiali disputati dall'Irlanda.
A parte l'Italia, la nazionale irlandese ha un bilancio negativo negli incontri tra le maggiori nazionali europee che disputano anche il Sei Nazioni, con il miglior bilancio rappresentato dall'oltre 45% di partite vinte contro la Scozia. Per quel che riguarda le principali nazionali dell'emisfero sud il bilancio è ancora peggiore, risaltando solamente l'oltre 62% delle partite vinte contro l'Argentina.
| Nazione           | Giocate | Vinte | Perse | Pareggiate | % Vittorie |
| ----------------- | ------- | ----- | ----- | ---------- | ---------- |
| Argentina         | 19      | 13    | 6     | 0          | 68.42%     |
| Australia         | 37      | 14    | 22    | 1          | 37.84%     |
| Barbarians        | 2       | 1     | 1     | 0          | 50%        |
| Canada            | 8       | 7     | 0     | 1          | 87.50%     |
| Figi              | 5       | 5     | 0     | 0          | 100%       |
| Francia           | 103     | 37    | 59    | 7          | 35.92%     |
| Galles            | 135     | 58    | 70    | 7          | 42.96%     |
| Georgia           | 5       | 5     | 0     | 0          | 100%       |
| Giappone          | 10      | 9     | 1     | 0          | 90%        |
| Inghilterra       | 141     | 53    | 80    | 8          | 37.59%     |
| Italia            | 37      | 33    | 4     | 0          | 89.19%     |
| Namibia           | 4       | 2     | 2     | 0          | 50%        |
| Māori All Blacks  | 2       | 0     | 2     | 0          | 0%         |
| Nuova Zelanda     | 37      | 5     | 31    | 1          | 13.51%     |
| Pacific Islanders | 1       | 1     | 0     | 0          | 100%       |
| Romania           | 10      | 10    | 0     | 0          | 100%       |
| Russia            | 3       | 3     | 0     | 0          | 100%       |
| Samoa             | 8       | 7     | 1     | 0          | 87.5%      |
| Scozia            | 141     | 70    | 66    | 5          | 49.65%     |
| Stati Uniti       | 11      | 11    | 0     | 0          | 100%       |
| Sudafrica         | 28      | 9     | 18    | 1          | 32.14%     |
| Tonga             | 3       | 3     | 0     | 0          | 100%       |
| Zimbabwe          | 1       | 1     | 0     | 0          | 100%       |
| Totale            | 749     | 356   | 361   | 32         | 47.53%     |

## Giocatori

### Squadra attuale
Quella che segue è la rosa di 36 giocatori convocata per il Sei Nazioni 2025 stilata da Simon Easterby.

### Giocatori celebri
Otto ex giocatori dell'Irlanda sono stati introdotti nella International Rugby Hall of Fame:
- Mike Gibson[56]
- Willie John McBride[57]
- Tony O'Reilly[58]
- Jack Kyle[59]
- Syd Millar[60]
- Keith Wood[61]
- Tom Kiernan[62]
- Fergus Slattery[63]

Cinque di questi sono stati indotti anche nella IRB Hall of Fame: Kyle nel 2008; McBride, Millar e O'Reilly nel 2009; e Gibson nel 2011.
Altri giocatori celebri con un congruo numero di presenze, tra cui capitani dell'Irlanda e internazionali che hanno giocato anche con i British and Irish Lions, sono i seguenti (tra parentesi gli anni in cui hanno giocato con la nazionale):
| - Peter Clohessy (1993-2002) - William Ernie Crawford (1920-1927) - Eugene Davy (1925-1934) - Girvan Dempsey (1998-2010) - Simon Easterby (2000-2008) - Ciaran Fitzgerald (1979-1986) - Anthony Foley (1995-2005) - John Hayes (2000-2011) - Denis Hickie (1997-2007) - Shane Horgan (2000-2009) | - David Humphreys (1996-2005) - Paddy Johns (1990-2000) - James Kavanagh (1953-1962) - Moss Keane (1974-1984) - Michael Kiernan (1982-1991) - Donal Lenihan (1981-1992) - Hugo MacNeill (1981-1988) - Kevin Maggs (1997-2005) - Phillip Matthews (1984-1992) - Karl Mullen (1947-1952) | - Brendan Mullin (1984-1995) - Donncha O'Callaghan (2003-2013) - Paul O'Connell (2002-2015) - Brian O'Driscoll (1999-2014) - Ronan O'Gara (2000-2013) - Malcolm O'Kelly (1997-2009) - Phil Orr (1976-1987) - George Stephenson (1920-1930) - Peter Stringer (2000-2011) |  |

### Statistiche individuali

#### Presenze in nazionale

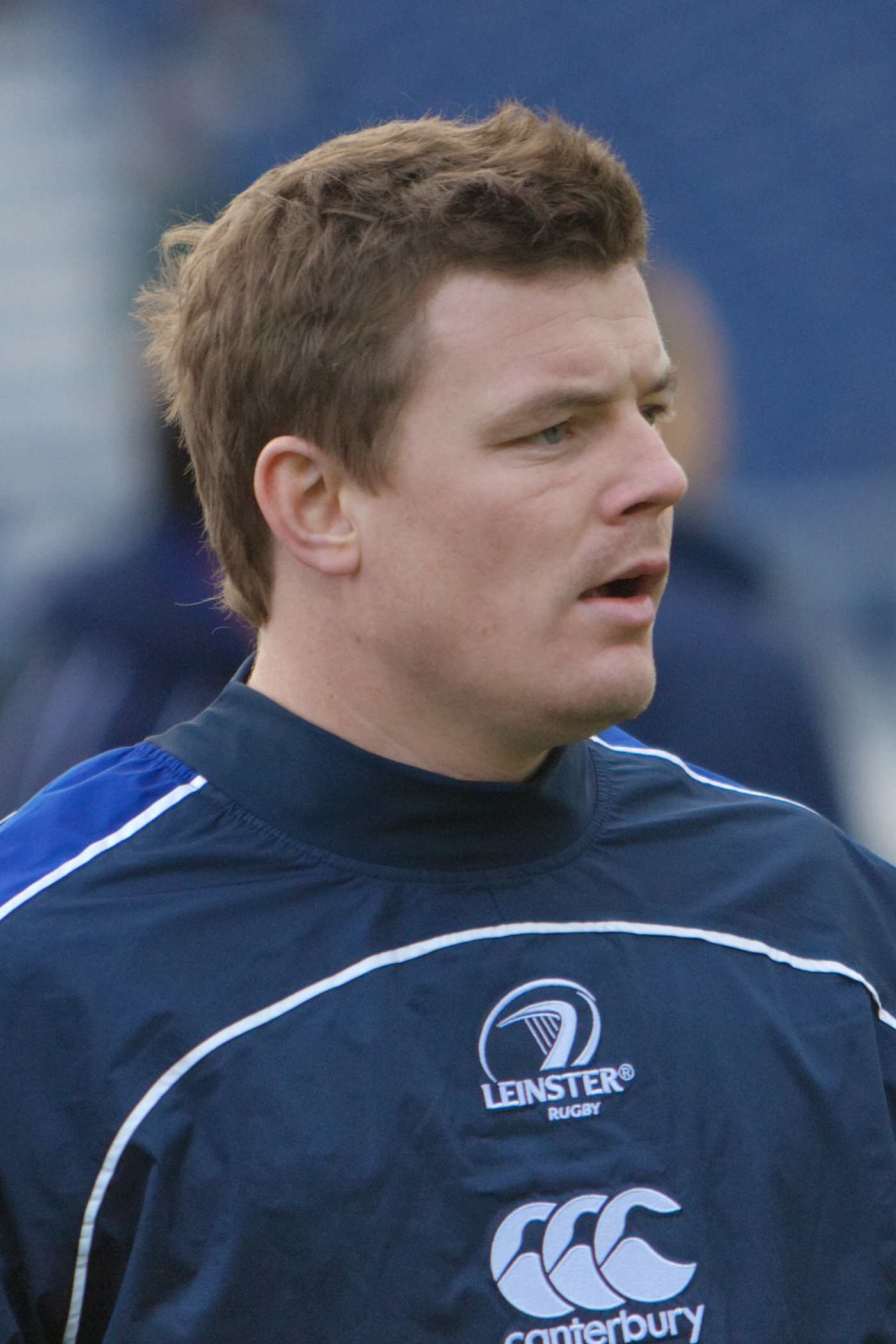
Brian O'Driscoll è il giocatore che detiene il maggior numero di presenze e il maggior numero di mete realizzate con l'Irlanda.

Di seguito è elencata una lista di giocatori con il maggior numero di presenze in nazionale, aggiornata al 21 novembre 2016. In grassetto sono indicati i giocatori ancora in attività.
1. Brian O'Driscoll - 133
2. Ronan O'Gara - 128
3. Paul O'Connell - 108
4. John Hayes - 105
5. Rory Best - 99
6. Peter Stringer - 98

#### Mete realizzate
Brian O'Driscoll è il giocatore che ha realizzato il maggior numero di mete con l'Irlanda, 46 nei 133 incontri disputati. Dopo le 26 mete realizzate al Sei Nazioni, vanta anche il maggior numero di mete realizzate in questa competizione. La lista che segue è aggiornata al 21 novembre 2016. In grassetto sono indicati i giocatori ancora in attività.
1. Brian O'Driscoll - 46
2. Tommy Bowe - 30
3. Denis Hickie - 29
4. Shane Horgan - 21
5. Girvan Dempsey - 19
6. Keith Earls - 18

#### Punti realizzati
Ronan O'Gara è il giocatore che ha realizzato il maggior numero di punti, uno dei pochi al mondo che tra l'altro ha superato in totale la quota 1000. La lista che segue è aggiornata al 21 novembre 2016. In grassetto sono indicati i giocatori ancora in attività.
1. Ronan O'Gara - 1083
2. Jonathan Sexton - 587
3. David Humphreys - 560
4. Michael Kiernan - 308
5. Eric Elwood - 296
6. Brian O'Driscoll - 245

## Allenatori
Ronnie Dawson, ex giocatore dell'Irlanda e dei British and Irish Lions, divenne nel 1969 il primo selezionatore della nazionale irlandese. Giocando nel ruolo di tallonatore collezionò 27 presenze con l'Irlanda, di cui 11 da capitano. Allenò i Lions durante il tour in Sudafrica del 1968.
Il neozelandese Warren Gatland è stato l'allenatore dal 1998 al 2001, sostituendo Brian Ashton prima di essere rimosso tre anni dopo. Gli ha fatto seguito Eddie O'Sullivan, il vice di Gatland nel periodo 1999-2001. Conosciuto per il suo stile rilassato, O'Sullivan vanta al suo attivo tre Triple Crown e una buona prestazione alla Coppa del Mondo di rugby 2003. Nonostante la deludente prestazione alla Coppa del Mondo di rugby 2007, O'Sullivan è stato confermato fino al Sei Nazioni successivo, dove il quarto posto ottenuto gli è stato fatale.
Declan Kidney è stato l'allenatore che ha guidato l'Irlanda alla conquista del Grande Slam al Sei Nazioni 2009, aggiudicandosi in seguito il premio Miglior allenatore IRB dell'anno. È stato rimpiazzato dal neozelandese Joe Schmidt dopo il deludente Sei Nazioni 2013.
| - Ronnie Dawson 1969–1975 - Roly Meates 1975–1977 - Noel Murphy 1977–1980 - Willie John McBride 1980–1984 - Mick Doyle 1984–1987 - Jim Davidson 1987–1990 - Ciaran Fitzgerald 1990–1992 - Gerry Murphy 1993–1995 | - Murray Kidd 1995–1997 - Brian Ashton 1997–1998 - Warren Gatland 1998–2001 - Eddie O'Sullivan 2001–2008 - Declan Kidney 2008–2013 - Joe Schmidt 2013–2019 - Andy Farrell 2019– |

## I tour
Il primo storico tour internazionale dell'Irlanda risale al tour in Canada del 1899, quando furono selezionati diciassette giocatori per disputare degli incontri con squadre locali. Tra i tour più soddisfacenti figura il tour in Australia del 1979, in cui gli irlandesi sconfissero i Wallabies nei due test match disputati. Clamoroso l'esito del tour in Namibia del 1991, dove il XV del trifoglio venne sconfitto nelle due partite giocate contro i padroni di casa.